# 大相撲平成22年5月場所
大相撲平成22年5月場所（おおずもうへいせい22ねん5がつばしょ）は、2010年5月9日から5月23日まで両国国技館で開催された大相撲本場所。
幕内最高優勝は横綱・白鵬翔（15戦全勝・2場所連続14回目）。

## 場所前の話題など
番付発表は4月26日。前場所14勝敗の好成績を上げた把瑠都が場所後の3月31日に大関に昇進し、平成21年11月場所の千代大海の陥落以来の5大関となった。
また、大関魁皇は平成5年11月場所から継続している連続幕内在位記録を当場所で100場所とした（幕内通算在位記録は101場所）。

## 番付・星取表
| 東       | 成績    | 結果   | 番付   | 西       | 成績    | 結果   |
| -------- | ------- | ------ | ------ | -------- | ------- | ------ |
| 白鵬     | 15勝    | 優勝   | 横綱   |          |         |        |
| 日馬富士 | 9勝6敗  |        | 大関   | 琴欧洲   | 9勝6敗  |        |
| 琴光喜   | 9勝6敗  |        | 大関   | 魁皇     | 9勝6敗  |        |
|          |         |        | 大関   | 把瑠都   | 10勝5敗 |        |
| 稀勢の里 | 8勝7敗  |        | 関脇   | 安美錦   | 5勝10敗 |        |
| 琴奨菊   | 9勝6敗  |        | 小結   | 栃煌山   | 7勝8敗  |        |
| 豊ノ島   | 5勝10敗 |        | 前頭1  | 雅山     | 5勝10敗 |        |
| 豊真将   | 7敗8休  |        | 前頭2  | 栃ノ心   | 8勝7敗  | 敢闘賞 |
| 鶴竜     | 6勝9敗  |        | 前頭3  | 若の里   | 6勝9敗  |        |
| 北太樹   | 7勝8敗  |        | 前頭4  | 朝赤龍   | 9勝6敗  |        |
| 岩木山   | 全休    |        | 前頭5  | 白馬     | 10勝5敗 |        |
| 時天空   | 8勝7敗  |        | 前頭6  | 黒海     | 3勝12敗 |        |
| 玉鷲     | 3勝12敗 |        | 前頭7  | 旭天鵬   | 9勝6敗  |        |
| 垣添     | 7勝8敗  |        | 前頭8  | 豊響     | 8勝7敗  |        |
| 土佐豊   | 7勝8敗  |        | 前頭9  | 豪栄道   | 9勝6敗  |        |
| 阿覧     | 12勝3敗 | 敢闘賞 | 前頭10 | 隠岐の海 | 5勝10敗 |        |
| 猛虎浪   | 8勝7敗  |        | 前頭11 | 德瀬川   | 9勝6敗  |        |
| 豪風     | 8勝7敗  |        | 前頭12 | 木村山   | 7勝8敗  |        |
| 嘉風     | 9勝6敗  |        | 前頭13 | 高見盛   | 8勝7敗  |        |
| 栃乃洋   | 3勝12敗 |        | 前頭14 | 北勝力   | 7勝8敗  |        |
| 若荒雄   | 10勝5敗 |        | 前頭15 | 霜鳳     | 10勝5敗 |        |
| 光龍     | 5勝10敗 |        | 前頭16 | 玉乃島   | 5勝10敗 |        |

## 優勝争い
場所序盤は前場所の展開と同じく、横綱・白鵬と新大関・把瑠都が一歩抜け出て場所を引っ張る形となった。把瑠都を除く4大関を連破した栃ノ心の活躍もあり、他の大関が序盤に土を付けていく中、白鵬と把瑠都の2人が7日目まで全勝を守って並走した。
しかし、把瑠都は中日の鶴竜戦で初黒星を喫すると、翌9日目の魁皇戦には勝利するが、その後の横綱大関戦に全敗と大きく崩れ、そのまま全勝を守る白鵬との差が開いていった。
12日目の時点で把瑠都は4敗となり、優勝争いから脱落した。白鵬以外では3敗の日馬富士、白馬、阿覧にのみ優勝の可能性があったが、翌13日目に白鵬が琴光喜を破って13戦全勝とした時点で白鵬の14回目の優勝が決定した。白鵬はそのまま千秋楽まで勝ち続けて2場所連続・自身6回目の全勝優勝を果たした。
13日目に早々と優勝が決定したため、白鵬が千秋楽の優勝インタビューにて「優勝が早く決まり過ぎてすみませんでした」と発言する一幕もあった。

## 各段優勝・三賞
- 幕内最高優勝　白鵬　15戦全勝（2場所連続14回目）
  - 殊勲賞：該当者なし
  - 敢闘賞：栃ノ心（2回目）、阿覧（初）
  - 技能賞：該当者なし
- 十両優勝　武州山　11勝4敗
- 幕下優勝　前田　7戦全勝
- 三段目優勝　拓錦　7戦全勝
- 序二段優勝　齊心　7戦全勝
- 序ノ口優勝　竜王浪　7戦全勝

## トピック
- 千秋楽に大関・魁皇が元横綱・千代の富士以来となる史上2人目の通算1000勝を達成した。
- 場所中、大関・琴光喜が野球賭博に関与して元幕下力士に恐喝されていたことが週刊誌で報道され、物議を醸した。